# Drosanthemum pickhardii
Drosanthemum pickhardii är en isörtsväxtart som beskrevs av L. Bol. Drosanthemum pickhardii ingår i släktet Drosanthemum och familjen isörtsväxter. Inga underarter finns listade i Catalogue of Life.